# Draconarius digituliscaput
Draconarius digituliscaput là một loài nhện trong họ Amaurobiidae.
Loài này thuộc chi Draconarius. Draconarius digituliscaput được Jun Chen, Zhu & Joo-Pil Kim miêu tả năm 2008.